# Pamporovo
Pamporovo (în bulgară Пампорово) este o populară stațiune de schi în regiunea Smolean din sudul Bulgariei, una dintre cele mai cunoscute din Europa de Sud-Est. Ea se află în mijlocul unei păduri de pini și este vizitată mai ales în timpul iernii pentru schi și snowboard. Este, de asemenea, o populară zonă turistică în timpul verii. Complexul turistic Pamporovo cuprinde mai multe hoteluri și restaurante. Este, de asemenea, una dintre cele mai sudice stațiuni de schi din Europa. Este un complex de familie prietenos și potrivit pentru schiorii începători și intermediari.

## Localizare
Stațiunea se află în sudul Munților Rodopi, la o altitudine de 1620 de metri deasupra nivelului mării. Cel mai înalt vârf din zonă, Snejanka (în bulgară Снежанка), situat la altitudinea de 1928 m, este la doar câteva sute de metri deasupra stațiunii. Pamporovo este situată la aproximativ 260 km sud de Sofia, la 85 km sud de Plovdiv, la 15 km nord de Smolean și la 10 km sud de Cepelare.

## Istoric
Terenul pe care se află astăzi stațiunea Pamporovo aparținea în anii '30 ai secolului al XX-lea unui proprietar de turme de vite pe nume Raicio. El folosea acele pământuri întinse ca pășuni pentru cirezi mari de vite și pentru turme de oi. Raicio sosea acolo o dată pe an, la sfârșitul verii și începutul toamnei, pentru a asista la strângerea animalelor și la cositul fânului. Fânul era încărcat pe spinarea măgarilor și coborât la cea mai apropiată gară unde umplea un tren întreg. Localnicii îi spuneau trenului „pampor”, iar Raicio a fost poreclit Raicio-pamporu, ceea ce a făcut ca locul să fie cunoscut ca Pamporovo, adică locul celui cu trenul.
Terenul străjuit de culmi înalte, cu o climă blândă, a fost abandonat după cel de-al Doilea Război Mondial, fiind redescoperit prin 1958–1960 de un grup de tineri geologi veniți aici în prospecțiuni. Ei au fost entuziasmați de frumusețea peisajului și au recomandat punerea sa în valoare ca stațiune de odihnă a muncitorilor. Primele vile au început să fie construite în 1961, iar stațiunea a primit denumirea Vasil Kolarov, după un lider comunist bulgar. Turiștii aflați în vilegiatură au constatat că zăpada ținea cinci luni pe an, astfel că stațiunea a fost amenajată pentru sporturile de iarnă și redenumită Pamporovo. Ea a fost înscrisă în lista Federației Internaționale de Schi, iar în 1972 a fost organizată aici prima Balcaniadă de schi. Au fost construite hoteluri cu piscină, pârtii de schi, teleschi și heliport turistic.

## Schi
Stațiunea dispune de 55 de km de pârtii de schi alpin și 38 km de piste de schi fond deservite de 18 lifturi cu o capacitate totală de 13.000 de persoane pe oră. Șapte mașini de nivelare a zăpezii și tunuri de zăpadă contribuie la crearea unor coborâri confortabile și plăcute. Mai mult de 100 de instructori de schi cu înaltă calificare, vorbitori fluenți de diferite limbi străine, sunt disponibili pentru a-i ajuta atât pe începători, cât și pe schiorii intermediari și pe practicanții de snowboard. Au fost amenajate pârtii noi și există acum un alt telescaun în funcțiune care deservește noile pârtii de schi Stoykite și un T-bar înlocuit cu un telescaun fix de patru persoane.

## Climă

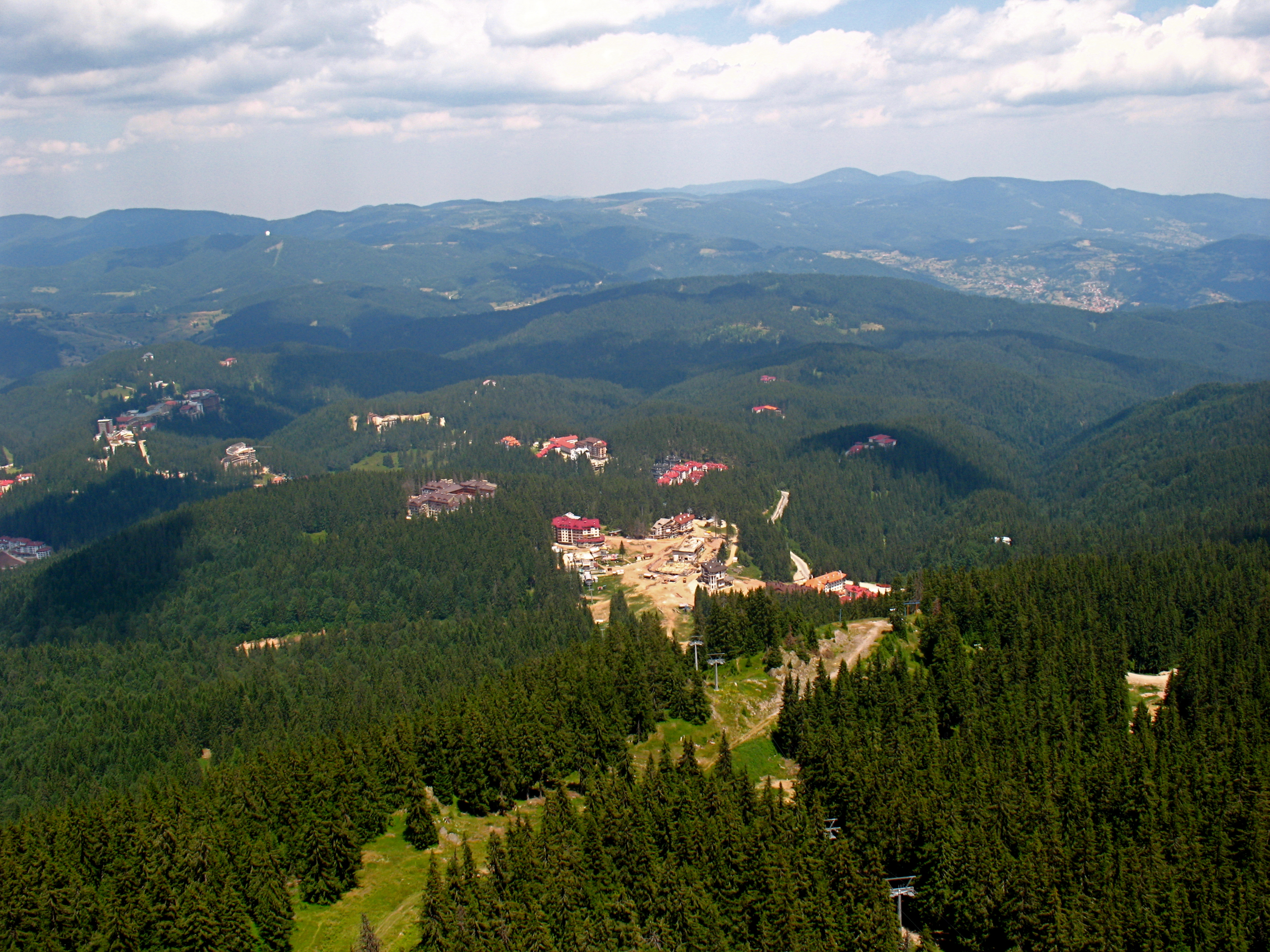
Vedere aeriană a stațiunii Pamporovo în timpul verii

Iernile din Pamporovo tind să fie ușoare, dar există aproximativ 150 de zile de ninsoare în fiecare an. Această combinație permite un sezon de schi lung în stațiune. Pamporovo este renumită pentru numărul mare de zile însorite în timpul iernii, ajungând de multe ori la 120 de zile din decembrie până în luna mai. Temperatura medie a lunii ianuarie este de -3 grade Celsius.

## Dezvoltare
O mare parte din amenajările mai vechi ale stațiunii Pamporovo se află la nord-est de Snejanka. În prezent, există în sud un proiect de dezvoltare rezidențială numit Pine Lodge, lângă teleschiul care duce către lacurile Smolean. Există proiecte în lucru pentru construirea a două terenuri de golf și extinderea întregii zone de schi către muntele Perelik. Pine Lodge este orientat spre sud către țara lui Spartacus, în interiorul Greciei vecine, iar o nouă autostradă finanțată de UE va face stațiunea accesibilă cu mașina de pe coasta greacă.
În ianuarie 2010 a fost deschis un punct de trecere a frontierei suplimentar între Bulgaria și Grecia, care este la doar o jumătate de oră cu mașina de Pamporovo. Acesta a atras turiștilor și mass-mediei o atenție considerabilă asupra stațiunii ca fiind singura din Europa care permite trecerea de la practicarea sporturilor de iarnă la cele de vară într-un timp atât de scurt.

### Informații
- Pamporovo Resort Official website
- Webcam Pamporovo Arhivat în 20 septembrie 2017, la Wayback Machine.

### Trivia
- Location of Pamporovo
- Pictures from Pamporovo
- More Pamporovo pictures